# Nikka Costa
Nikka Costa (właśc. Domenica Costa, ur. 4 czerwca 1972 roku) – amerykańska piosenkarka śpiewająca muzykę pop, funk, soul, blues, prog rock. Współpracowała z zespołem Pussycat Dolls. Jest córką piosenkarza muzyki pop Don Costa.
W 2006 roku wyszła za mąż za producenta Justina Stanleya, z którym ma córkę o imieniu Sugar.

## Dyskografia
- 1981: Nikka Costa
- 1983: Fairy Tales (Cuentos de Hadas)
- 1989: Here I Am... Yes, It's Me
- 1996: Butterfly Rocket
- 2001: Everybody Got Their Something
- 2005: Can'tneverdidnothin
- 2008: Pebble To A Pearl